# Tőrfarkú rákfélék
A tőrfarkú rákfélék (Limulidae) az ízeltlábúak (Arthropoda) törzsébe,  a csáprágósok (Chelicerata) altörzsébe, ezen belül a rákszabásúak (Merostomata) osztályába és a tőrfarkúak (Xiphosura) rendjébe tartozó család.
A tőrfarkú rákok élő kövületek, a tengeri ízeltlábúak egyik legősibb csoportja. A földtörténeti ókor korai szakaszában alakultak ki, és már az ordovícium időszakban, 450 millió évvel ezelőtt is léteztek. Ez olyan régen volt, hogy az állkapcsos halak is épp csak megjelentek ebben az időben, s nemhogy madarak, emlősök, vagy hüllők nem léteztek ekkor, de még az első kétéltűek is majdnem százmillió évvel később jelentek meg. Bár az azóta eltelt rengeteg idő alatt az élőlények többsége alaposan megváltozott, a tőrfarkú rákok felépítése olyan tökéletesnek bizonyult, hogy a sekély tengeri élőhelyeken az évmilliók során bekövetkezett változások ellenére mindvégig megállták a helyüket. Ezért aztán a 400, illetve a 230 millió éves kövületekben megőrződött ősi tőrfarkú rákok maradványai megszólalásig hasonlítanak a ma élő tőrfarkú rákokra.

## Rendszertani felosztásuk
A családba 3 ma is élő nem tartozik 4 fajjal: 
- Carcinoscorpius nem, 1 faj:
  - mangrove tőrfarkú rák (Carcinoscorpius rotundicauda), Délkelet-Ázsiában
- Limulus nem, 1 faj:
  - atlanti tőrfarkú rák (Limulus polyphemus), az Atlanti-óceán északnyugati partvidékén és a Mexikói-öböl partvidékén
- Tachypleus nem, 2 faj:
  - parti tőrfarkú rák (Tachypleus gigas), Dél- és Délkelet-Ázsia partvidékén
  - japán tőrfarkú rák (Tachypleus tridentatus), Kelet-Ázsia partjainál